# 瓣立樓林果
瓣立樓林果（学名：Rollinia deliciosa）为番荔枝科樓林果屬下的一个热带被子植物物种，原生於南美洲。本物種一般種植作果樹用，其果實可食用，或製作美顏用品。雖然是熱帶物種，但可生長於全世界的熱帶和亚热带地區。雖然獲廣泛種植，但本物種並無入侵性。

## 描述
瓣立樓林果是一種成長迅速，而且耐澇、喜愛陽光的熱帶樹木。葉片長35 cm，高度可長至4—15米（13—49英尺），從種子發芽起計算，三年內可長出果實。  果实體積大，呈錐形或球形。果實未成熟時綠色，成熟後顏色轉黃。果實表面有軟軟的尖刺。

## 其他用途
瓣立樓林果樹的樹幹是造船的合適木材。傳統上，非裔巴西人會用年幼的瓣立樓林果木來為他們的樂器
berimbau來造弓。

## 外部連結
- 維基物種上的相關：瓣立樓林果
- Morton, Julia F. . Fruits of warm climates. 1987: 88–90  [2020-10-25]. （原始内容存档于2021-01-25）.